# Margherita de' Medici
Margherita de' Medici (n. 21/31 mai 1612, Florența, Marele Ducat de Toscana – d. 6 februarie 1679, Parma, Ducatul Parmei) a fost Ducesă de Parma și Piacenza prin căsătoria cu Odoardo Farnese, Duce de Parma. Margherita a fost regentă de Piacenza în 1635 și regentă a întregului ducat în 1646 după decesul soțului ei.

## Biografie
Margherita a fost al optulea copil și a doua fiică a lui Cosimo al II-lea de' Medici, Mare Duce de Toscana și a soției acestuia, Arhiducesa Maria Madalena de Austria.
Printre frații Margheritei s-au inclus: Ferdinando al II-lea de Medici, Mare Duce de Toscana, Cardinalul Gian Carlo de Medici, Cardinalul Leopoldo de Medici și Anna, soția lui Ferdinand Karl al Austriei. Ceilalți frați ai Margheritei au murit în copilărie sau adolescență. 

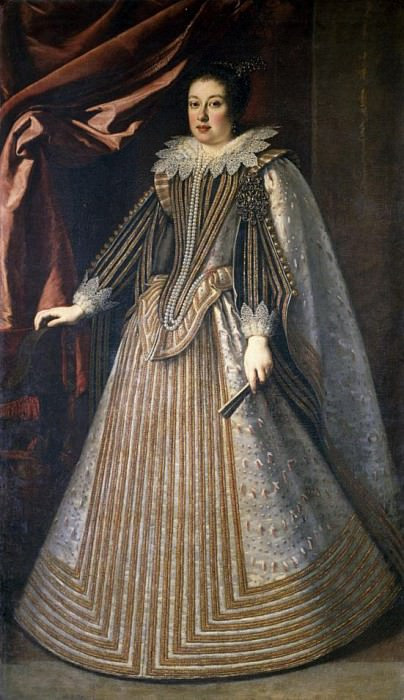
Margherita de' Medici

Bunicii paterni au fost Ferdinando I de Medici, Mare Duce de Toscana și Cristina de Lorena. Ferdinando a fost fiul lui Cosimo I de Medici, Mare Duce de Toscana și al primei soții, Eleanor de Toledo. Bunicii materni au fost Carol al II-lea, Arhiduce de Austria și soția acestuia, Maria Anna de Bavaria. Maria Anna a fost fiica cea mare a lui Albert al V-lea, Duce de Bavaria și a Arhiducesei Anna de Austria. Anna a fost fiica împăratului Ferdinand I și a Annei de Boemia.
Margherita s-a logodit cu Odoardo Farnese, Duce de Parma în 1620. Ei s-au căsătorit în 1628. Mariajul a fost foarte dorit de tatăl lui Odoardo, Ranuccio, care a văzut în această uniune o alianță între Ducatul de Parma și Marele Ducat de Toscana, pe atunci condus de familia Medici.
Căsătoria a avut loc la Florența, la 11 octombrie 1628. Festivitățile de nuntă au fost însoțite de un mare spectacol, inclusiv opera La Flora de Marco da Gagliano, compusă special pentru această ocazie. Pentru a ura bun venit cuplul la Parma, teatrul Farnese a jucat Mercur și Marte cu muzica lui Claudio Monteverdi.
Anii în care cuplul a domnit peste Parma au fost marcați de ciuma din 1630 și contrastul dintre splendoarea curții și taxele mari care trebuiau plătite de supuși. Banii au fost folosiți pentru a îmbunătăți armatele lui Odoardo. Ducele a susținut o politică  pro-franceză.
La 11 septembrie 1646, Odoardo a murit. Fiul lor cel mare, Ranuccio nu era suficient de mare pentru a conduce ducatul singur, așa că mama lui Margherita a acționat ca regentă până când fiul ei a devenit major.
Margherita a supraviețuit a doi dintre copii ei. Ea a murit la Parma la 6 februarie 1679.